# Thomas Hancock
Thomas Hancock, född 1786, död 1865, var en brittisk företagsledare, en av gummiindustrins pionjärer.
Thomas Hancocks uppfinning av "mastikatorn" för att tillvarata restgummi 1821 patenterades aldrig och gav honom inte något övertag på gummifabrikationens område i längden. Den ledde honom dock tidigt in på framgångsrika experiment med att tillverka gummilösningar. Dessa experiment ledde till kontakter med gummifirman Charles Macintosh, i vilken han blev delägare, dock utan att avveckla sin egen rörelse i London. Sedan amerikanen Charles Goodyear 1842 ställt ut prover på "cured rubber" i England, började Hancock experiment med att framställa liknande material och lyckades med egna patent spärra en från Goodyears metod något avvikande vulkaniseringsprocess, vid vilken enbart svavel begagnades som vulkaniseringsmedel. Uppfinningen av hårdgummi (ebonit) kan dock helt tillskrivas Hancock. 1820–1847 beviljades Hancock 16 gummipatent. Han utgav 1857 Personal Narrative of the Origin and Progress of the Caoutchouc or India-Rubber Manufacture in England.